# Der Zauberlehrling (Kästner)
Der Zauberlehrling ist ein Romanfragment von Erich Kästner aus dem Jahre 1936.

## Entstehung
Die Arbeit am Zauberlehrling begann Kästner, als der Verkehrsverein von Davos ihn zu einem Vortrag einlud. Die Gastgeber baten um einen heiteren Roman über die Stadt, da Der Zauberberg von Thomas Mann den Ort in Verruf gebracht habe. Davos ist dementsprechend im Zauberlehrling Schauplatz des größten Teils der Handlung.
Damals entstanden jedoch nur die ersten vier Kapitel des Textes. Diese wurden erstmals im 1959 in Rahmen der Werkausgabe Gesammelte Schriften veröffentlicht. Wann die Kapitel 5 bis 10 geschrieben wurden, ist unklar. Tobias Lehmkuhl vermutet, sie seien nach einem weiteren Davos-Aufenthalt Kästners 1938 entstanden, da er damals in Davos dem französischen Chansonier Maurice Chevalier begegnete, der in Kapitel 5 einen Auftritt hat.
Kästner „fand“ die sechs weiteren Kapitel des Romanfragments irgendwann in den 1960er Jahren. In einem 2-seitigen Manuskript, das sich im Erich-Kästner-Archiv fand, schrieb er dazu:

„Damit schließt das Fragment [Kapitel 1–4], im Leser den Verdacht zurücklassend: zu diesem Anfang konnte der Autor wohl das Ende selber nicht mehr finden; da hängen mehr Fäden offenbar beziehungslos herum, als sich je wieder aufnehmen und in ein Muster knüpfen lassen. – Als ich erfuhr, daß der Roman zwar noch immer kein Ende, aber doch eine bisher ungedruckte Mitte (Kapitel 5-10) habe, schien es mir allein schon die Befriedigung von mancherlei Neugier zu rechtfertigen, daß diese bisher unveröffentlichten Kapitel hier gedruckt werden. Ich habe sie mit Vergnügen gelesen und meine Neugier befriedigt gefunden.“

Der komplette Text erschien dann 1969 in Gesammelte Schriften für Erwachsene. Eine erste selbständige Veröffentlichung erfolgte 1974.
Im Jahre 2016 wurde Der Zauberlehrling bei Atrium unter diesem Titel gemeinsam mit Die Doppelgänger, einem weiteren Fragment von Kästner, sowie seinen Briefen an mich selber neu aufgelegt.

## Handlung

Luftbild von Davos (1923), Hauptschauplatz des Zauberlehrling

Prof. Dr. Alfons Mintzlaff, ein junger Kunsthistoriker, befindet sich auf der Durchreise durch München in einem Café, als sich ein ihm unbekannter Herr zu ihm an den Tisch setzt. Irritiert vom aufdringlichen Verhalten des Fremden will Mintzlaff zunächst hastig gehen, bemerkt dann jedoch, dass der Unbekannte, der sich als Baron Lamotte vorstellt, in der Lage ist, Gedanken zu lesen. Nachdem Lamottes übersinnliche Fähigkeiten eine Szene an einem Nachbartisch auslösen, verschwindet er plötzlich aus dem Café und hinterlässt Mintzlaff verblüfft. Im Zug nach Davos begegnen die beiden sich wieder; Lamotte demonstriert nun, dass er Gedanken nicht nur liest, sondern auch mit ihrer Kraft Türen verriegelt und Bäume fällt. Mintzlaff ist überzeugt, dass es sich bei Lamotte nicht um einen Menschen handeln kann, was dieser bestätigt.
Als sie in Davos eintreffen, bemerken sie, dass der Vortrag, den Mintzlaff halten soll, anscheinend vorverlegt wurde, und ein Doppelgänger unter Mintzlaffs Namen bereits seit einer Woche in der Stadt weilt. Mintzlaff mietet sich daraufhin unter falschem Namen ein. Bei einer Wanderung begegnet er seiner Freundin Sumatra Hoops, genannt Hallo, und die beiden verabreden sich. Mintzlaff gesteht Lamotte, dass er Hallo liebt, und wird daraufhin von Lamotte mit seiner Unfähigkeit, sein eigenes Glück zuzulassen, konfrontiert. Nach diesem Zusammentreffen hat Mintzlaff einen Traum von einer Szene auf dem Olymp, in dem offenbart wird, dass es sich bei Baron Lamotte in Wahrheit um den Göttervater Zeus handelt. Darauf angesprochen berichtet Lamotte Mintzlaff von den Reisen, die er bereits mit seinen Alter Egos gemacht hat, und über die begrenzte Macht der Götter – so weist er Mintzlaff auf seine Möglichkeiten hin, sein Schicksal selbst in die Hand zu nehmen:
»Werden Sie, was Sie sind!«

»Sie wissen ganz gut, dass ich nichts anderes will. Doch ich bekam bis jetzt nur Vorwürfe zu hören.«

»Nicht des Ziels wegen.«

»Ich weiß, wegen der Mauer aus Glas.«

»Durch Mauern, auch durch gläserne, führt kein Weg, kein richtiger, nicht einmal ein falscher.«

›Zu werden, was man ist‹, dachte Mintzlaff, ›wäre ein wenig leichter, wenn ich wüsste, wer ich bin.‹

»Mit Wissen«, meinte der Baron, »hat das nichts zu tun. Es lässt sich nur erleben.«
Mintzlaff und Hallo gehen schließlich zum Vortrag des falschen Mintzlaff. Auch Baron Lamotte erscheint und bringt den Hochstapler mittels seiner Zauberkräfte dazu, sich selbst zu demaskieren. Das Fragment endet damit, dass Lamotte den falschen Mintzlaff gegen dessen Willen dazu bringt, den Saal zu verlassen.

## Interpretation

### Autobiografische Elemente
Zwischen Erich Kästners persönlicher Situation zu der Zeit, als er den Zauberlehrling verfasst hat, und den Inhalten des Fragments lassen sich Verbindungen erkennen. Ein wichtiges Thema des Werkes ist etwa die Isolation des Protagonisten. Dieser Umstand wird im Zauberlehrling zutage gefördert, als Lamotte Mintzlaff damit konfrontiert, dass er sein wahres Wesen zugrunde gerichtet habe und kein empfindsamer Mensch mehr sei. Mintzlaff bekommt von Lamotte zu hören, er solle werden, was er ist. Diese Aufforderung kann auch als Erinnerung an Kästner selbst und an Gleichgesinnte in der Lebenswirklichkeit im Deutschland des Jahres 1936 gelesen werden, selbst in der Umgebung einer nationalsozialistischen Diktatur die eigenen humanistischen Werte nicht aufzugeben – gleichsam also zu bleiben, was man ist. Auch die Metapher der „Mauer aus Glas“ als trennendes Element zwischen der eigenen Person und der Umwelt lässt sich auf Kästners Dasein als „entarteter Autor“ in der Zeit des Nationalsozialismus übertragen.

### Parallelen zu anderen Werken
Der Zauberlehrling weist einige Parallelen zum Fragment Der Doppelgänger, das ebenfalls von Kästner in den 1930er Jahren verfasst wurde, auf. Hauptfigur ist in beiden Fällen ein junger, gebildeter Mann, der in einer Identitätskrise steckt. Diese wird mit der Hilfe von Figuren übermenschlicher Herkunft erörtert oder bewältigt. Diese mythischen Elemente und ihre Kräfte sind in beiden Fragmenten sehr präsent – hier in Form des Zeus, der durch Baron Lamotte verkörpert wird.
Mintzlaff lässt sich darüber hinaus mit der Figur des Fabian aus dem gleichnamigen Roman von Kästner vergleichen. Beide haben nicht nur einige biografische Details (Anfang bis Mitte 30, ledig, Akademiker) gemein; sie eint auch ein Dasein als Skeptiker und Zweifler, die die realen gesellschaftlichen Verhältnisse zwar für ungerecht halten, sich jedoch nicht in der Lage sehen, sie zu verändern. Auch die Anordnung der beiden Schriften in der Werkausgabe – hier erschienen Fabian und Der Zauberlehrling in einem Band – kann als Hinweis auf die thematische Nähe der beiden Werke verstanden werden.

## Rezeption
„»Der Zauberlehrling« […] liest sich selbst in seiner Rohfassung wie eine perfekt konstruierte und ambitioniert komponierte Verwechslungskomödie.“

## Ausgaben
- Erstausgabe in: Erich Kästner: Gesammelte Schriften. Band 2. Zürich, Berlin, Köln 1959, S. 227–320 (diese Ausgabe enthält nur die 1936 geschriebenen Kapitel 1–4).
- Erste vollständige Ausgabe in: Erich Kästner: Gesammelte Schriften für Erwachsene. 8 Bände. München, Zürich 1969.
- Erste Einzelausgabe: Der Zauberlehrling : Ein Roman-Fragment. Voss, Ebenhausen 1974, ISBN 3-87878-035-4.
- Taschenbuch: Der Zauberlehrling : Ein Fragment und andere Texte (= Ullstein-Bücher 3291). Ullstein, Frankfurt am Main, Berlin, Wien 1976, ISBN 3-548-03291-5.
- Werkausgabe: Erich Kästner: Werke. Band 3: Möblierte Herren : Romane I. Herausgegeben von Beate Pinkerneil. Hanser, 1998, S. 227–324 (Anmerkungen S. 422–430).
- Aktuelle Ausgabe: Der Zauberlehrling. Atrium, Zürich 2019, ISBN 978-3-03882-021-5 (zusammen mit Die  Doppelgänger und Briefe an mich selber).
- E-Book: Der Zauberlehrling. Atrium, Zürich 2019, ISBN 978-3-03792-074-9.
- Hörbuchbearbeitung in: Für kleine und große Leute. Regie: Bernd Plagemann. 3 CDs. Universal Family Entertainment, Berlin 2006.